# Coelogyne nervosa
Coelogyne nervosa é uma espécie de orquídea epífita, família Orchidaceae, originária do sudoeste da Índia.